# Postgirot (byggnad)

Postgirot är en kontorsbyggnad uppförd 1938 för organisationen Postgirot i kvarteret Blåmannen vid hörnet av Mäster Samuelsgatan och Klara norra kyrkogata på Norrmalm i Stockholm.
| Hörnet Mäster Samuelsgatan och Klara norra kyrkogata på Norrmalm, vy mot ost (vänster bild) och mot väst, augusti 2012. |  | Hörnet Mäster Samuelsgatan och Klara norra kyrkogata på Norrmalm, vy mot ost (vänster bild) och mot väst, augusti 2012. |
| Hörnet Mäster Samuelsgatan och Klara norra kyrkogata på Norrmalm, vy mot ost (vänster bild) och mot väst, augusti 2012. |  | |

Centralposthuset vid Vasagatan tillbyggdes mellan 1930 och 1938 med byggnaden för Postgirots verksamhet. Arkitekt var Erik Lallerstedt och stilen är funktionalistiskt med likformiga upprepningar av stora fönsteröppningar. Hörnen mot Klara norra kyrkogatan är avrundade och accentueras av vertikala fönsterband. Det finns även  tjugotalsklassicistiska element i de två kraftiga, broliknande förbindelsebyggnader som spänner likt två valv över Klara norra kyrkogata. Valvens undersida smyckas av en rutnätsrelief, där kvadraten respektive svastikan utgör grundformen. Förbindelsebyggnaderna har blivit ett intressant inslag i Klara norra kyrkogatas gatubild. Byggnadsfasaderna är slätputsade och avfärgade i beige kulör. Känt är även de båda byggnadsuren på den norra överbyggnaden med dubbla sifferrader 1 till 12 respektive 13 till 24. Uret mot norr är mera påkostat med urtavla av koppar och förgyllda visare samt två skulpturer. Lallerstedts byggnad har en grönmärkning av Stadsmuseet som anser ”att den representerar ett högt kulturhistoriskt värde och är särskilt värdefull från historisk, kulturhistorisk, miljömässig eller konstnärlig synpunkt”.
Åren 1968 till 1971 utökades postgirots byggnad i riktning mot Drottninggatan efter ritningar av arkitekttrion Ancker-Gate-Lindgren (Stig Ancker, Bengt Gate och Sten Lindegren). Fasaden var klädd med emaljplattor i olika bruna nyanser (formgivning Olle Nyman). Denna byggnad är numera ersatt av ett annat hus.

## Bilder

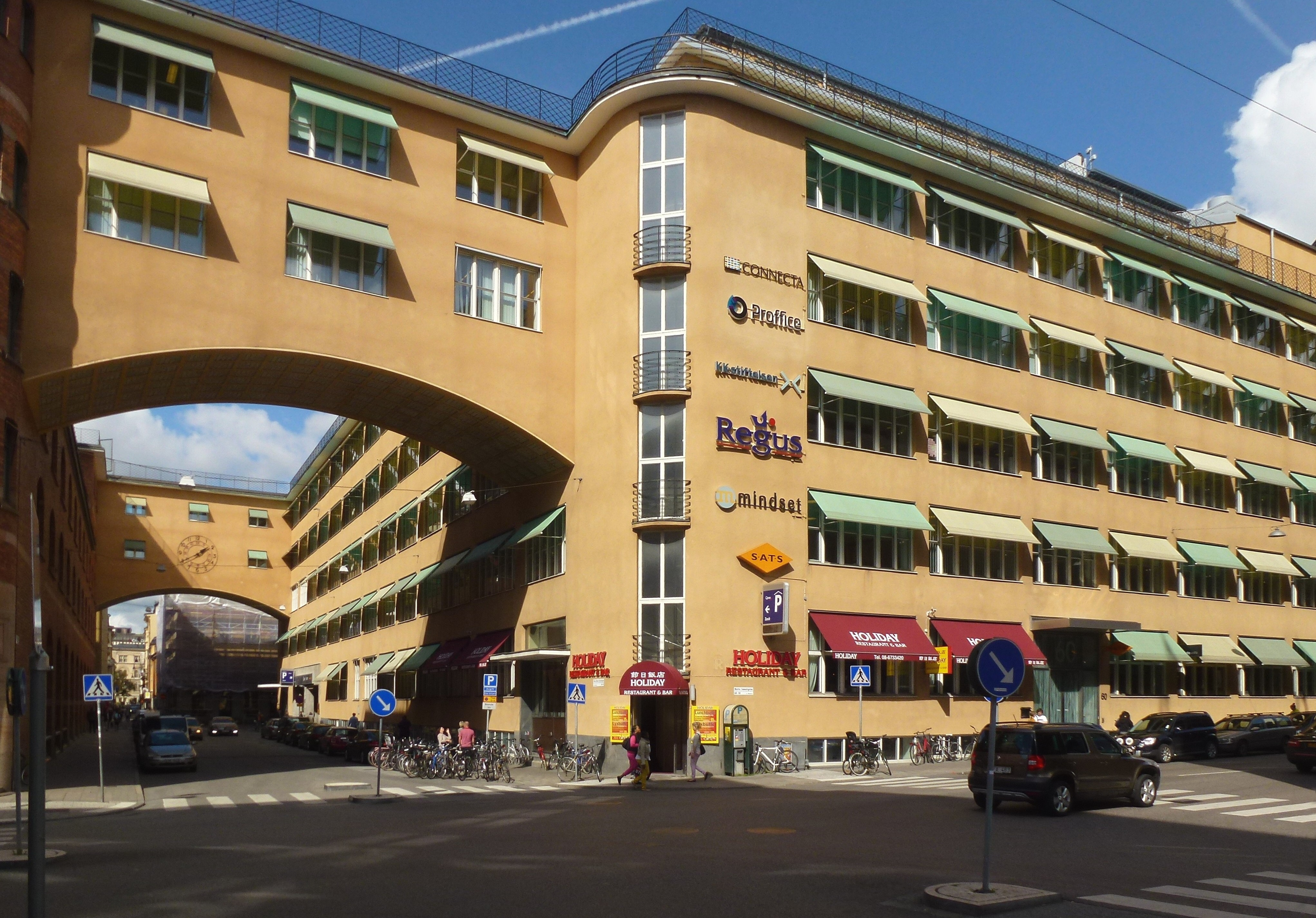
Vy längs Klara norra kyrkogata mot norr
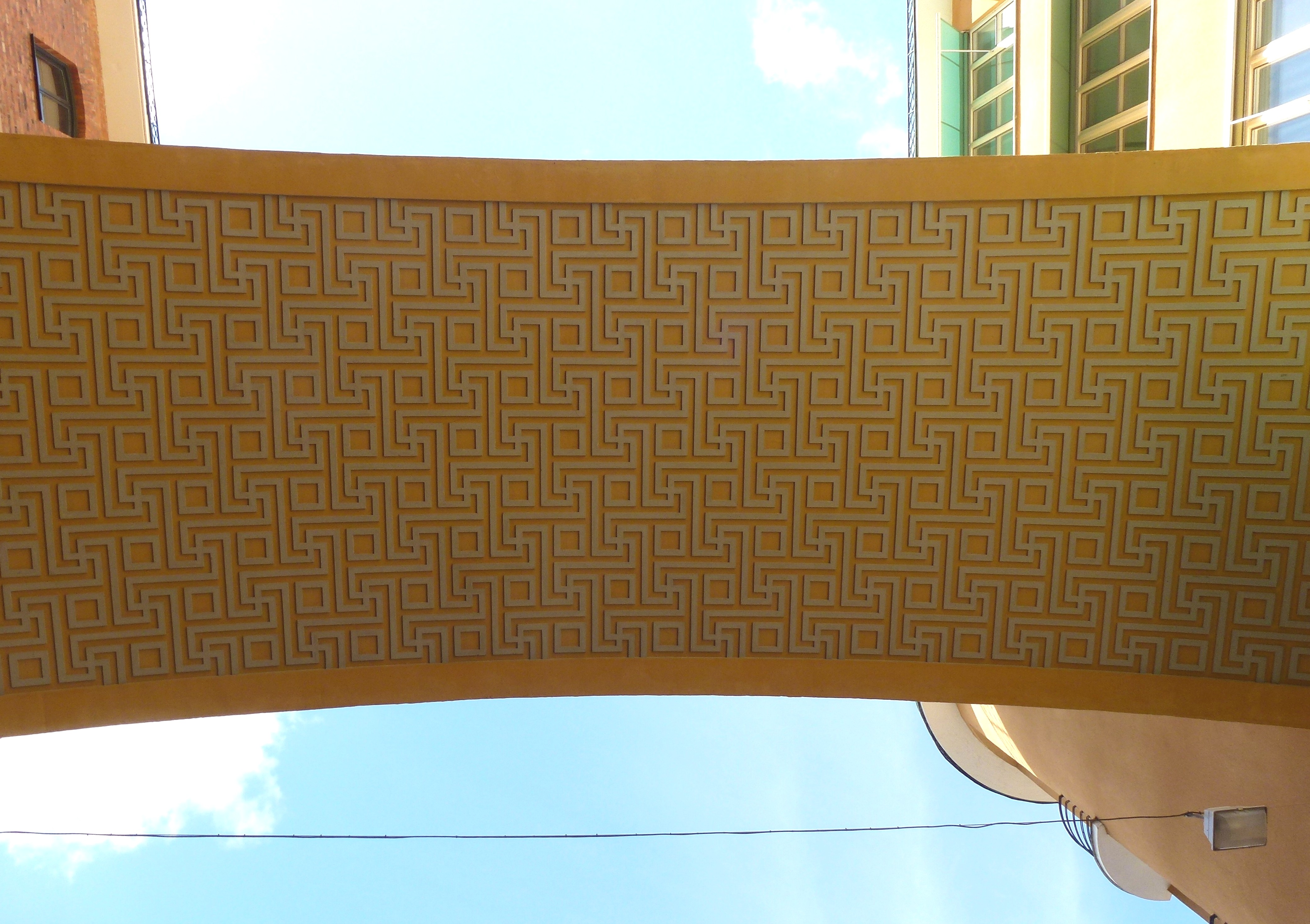
Undersidan norra förbindelsbyggnad
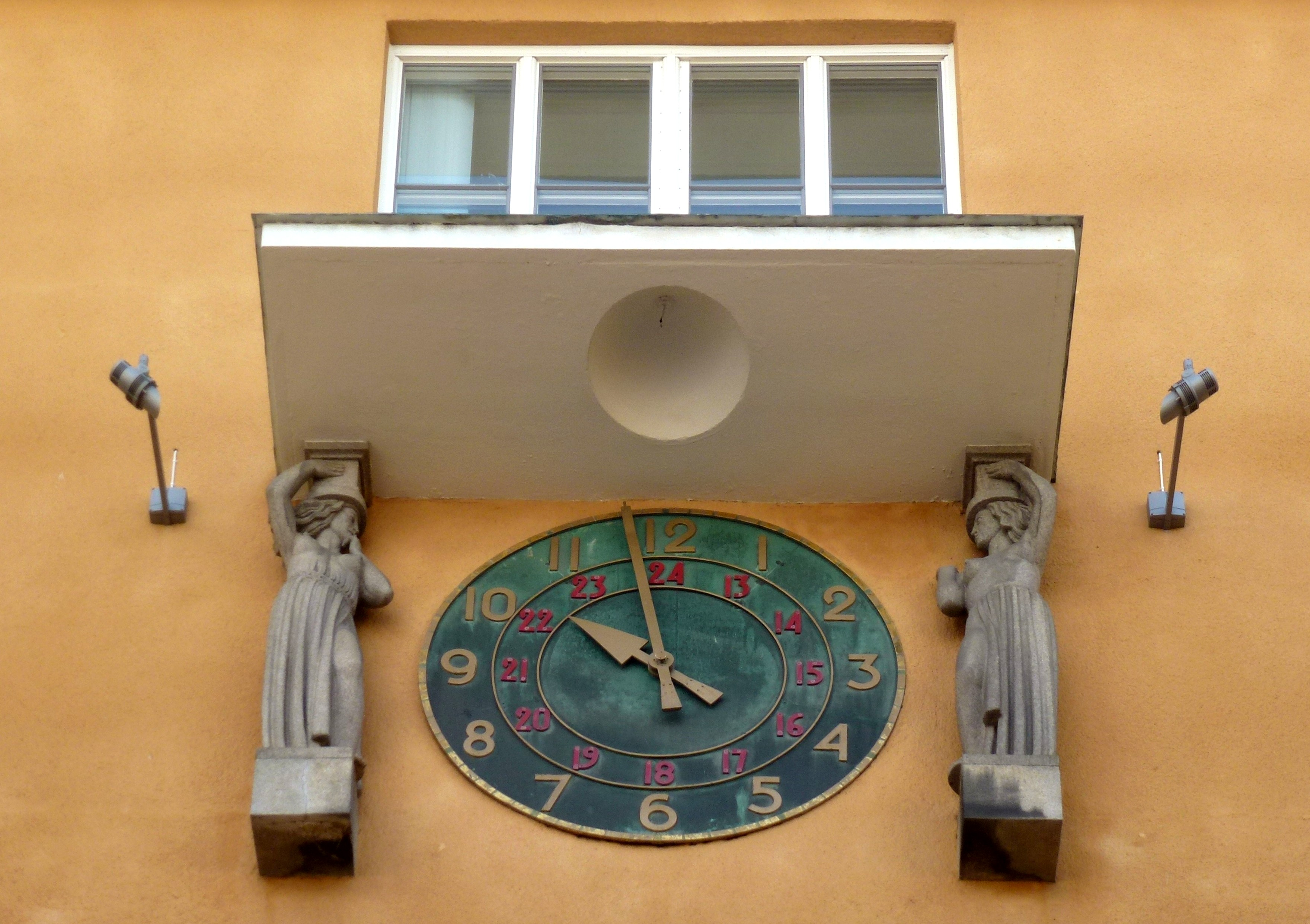
Norra klockan
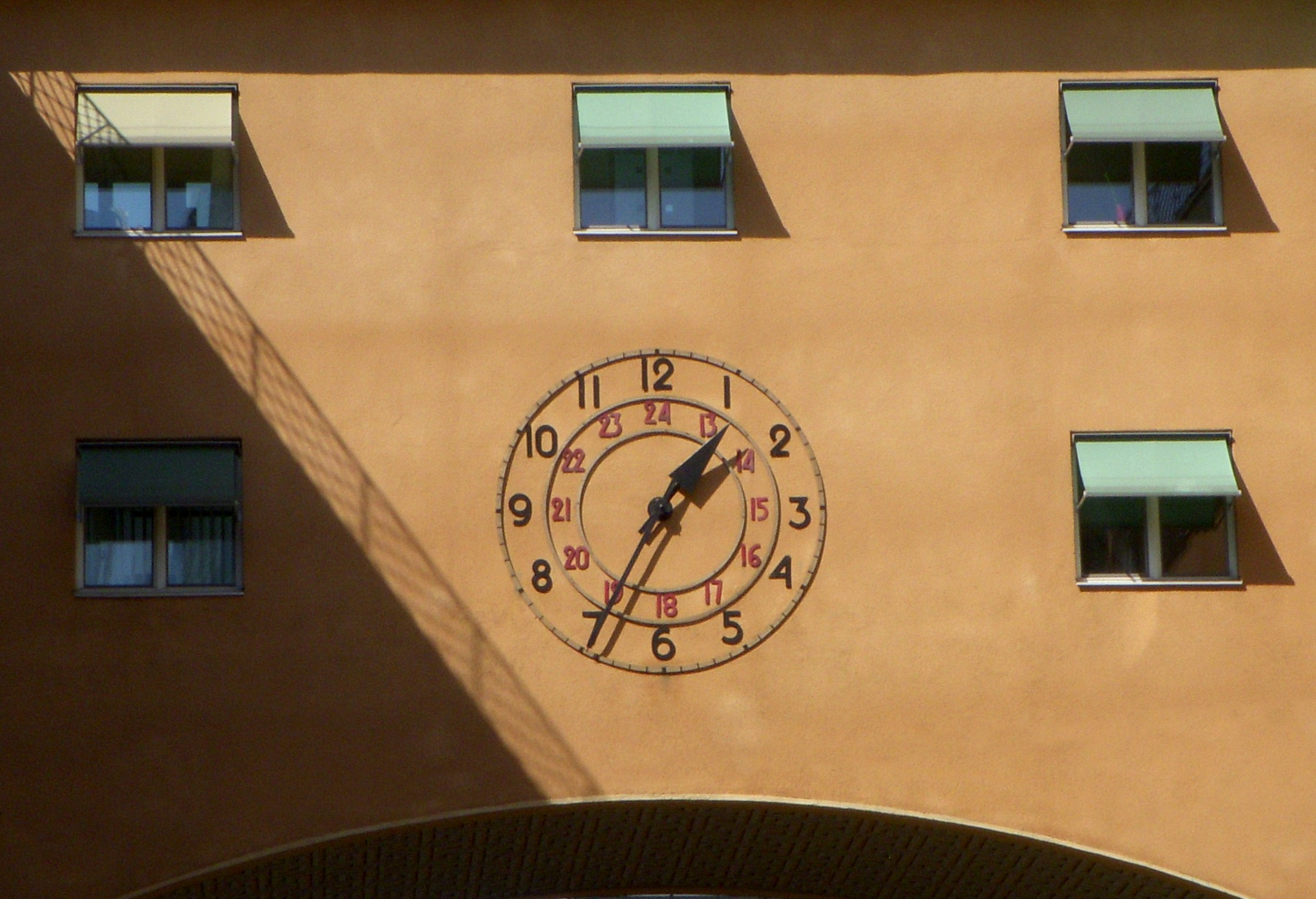
Södra klockan